# Eupithecia duena
Eupithecia duena är en fjärilsart som beskrevs av Paul Dognin 1899. Eupithecia duena ingår i släktet Eupithecia och familjen mätare. Inga underarter finns listade i Catalogue of Life.